# ایستگاه فیروزه
ایستگاه فیروزه عنوان اولین نمایش رسمی اجرا شده در حوزه علمیه در تاریخ است. این نمایش به سفارش معاونت تهذیب حوزه‌های علمیه در سال‌های ۱۳۸۷ و ۱۳۸۸ برای بیش از ۳۰۰۰ طلبه سال اولی حوزه علمیه قم در سالن نمایش ماه سازمان ملی جوانان استان قم اجرا شده است.

## داستان
ایستگاه فیروزه داستان یک طلبه سال اولی را روایت می‌کند که پس از ورود به حوزه علمیه با عده‌ای طلبه در یک حجره به زندگی می‌پردازد.
وی پس از مدتی به علت وجود طلبه‌هایی از جنس‌های گوناگون و با نوعی خاص از تحصیل و هدف در حوزه و مدرسه علمیه‌اش، در انتخاب راه و هدف دچار چالش‌ها و مشکلاتی می‌شود.

## دست اندرکاران

### نویسنده و کارگردان
- حسین سلیمانی

### بازیگران
- محمد اسلامی
- محمد صادق مقدسیان
- سعید نیکخو
- علی اصغر سلطانی نژاد
- معین الدین خواجه حق وردی

### طراحی صحنه و لباس
- مهدی شریفی
- سید محمد علی جلالی

### اجرای نور
- سید محمد علی جلالی

### گرافیک
- احمد سلامی

### طراحی نور، انتخاب موسیقی و تلفیق صدا
- حسین سلیمانی

### تهیه‌کننده
- اداره کل فرهنگی معاونت تهذیب حوزه‌های علمیه